# Distretto di Cocas
Il distretto di Cocas è uno dei dodici distretti della  provincia di Castrovirreyna, in Perù. Si trova nella regione di Huancavelica.